# Brandenburgisches Landesamt für Denkmalpflege und Archäologisches Landesmuseum
Das Brandenburgische Landesamt für Denkmalpflege und Archäologische Landesmuseum (BLDAM) ist die zuständige Behörde für übergeordnete Aufgaben der Denkmalpflege im Bundesland Brandenburg. Sie ist dem Ministerium für Wissenschaft, Forschung und Kultur als Obere Denkmalfachbehörde nachgeordnet. Der Hauptsitz befindet sich in Zossen, Ortsteil Wünsdorf, mit Außenstellen in Cottbus und Calau und dem Archäologischen Landesmuseum in Brandenburg an der Havel.

## Geschichte

### Denkmalpflege in Brandenburg
Die Anfänge der Denkmalpflege in Brandenburg reichen über 200 Jahre zurück. 1815 wurde die preußische Provinz Brandenburg gebildet. Zeitgleich forderte der für die oberste Baubehörde Preußens tätige Architekt Karl Friedrich Schinkel in einer Denkschrift unter anderem die Einrichtung von Behörden zur „Erhaltung aller Denkmäler und Alterthümer unseres Landes“ und die Erstellung eines Denkmalverzeichnisses. Die Ernennung des Architekten Ferdinand von Quast zum ersten preußischen Staatskonservator 1843 sowie das erste gedruckt vorliegende Inventar der Bau- und Kunstdenkmäler in der Provinz Brandenburg von 1885 bilden weitere wichtige Meilensteine für die Institutionalisierung der Denkmalpflege in Preußen. 1891 führte die Gründung der „Provinzialkommission zur Erforschung und Erhaltung der Denkmäler in der Provinz“ zur Schaffung des Amtes des Provinzialkonservators. Zum ersten Provinzialkonservator der Provinz Brandenburg wurde 1892 der Architekt Karl Gustav Bluth ernannt.
Die Grundlage für den Bodendenkmalschutz bildete das Preußische Ausgrabungsgesetz von 1914, das vorsah, Ausgrabungen genehmigungspflichtig sowie Funde abgabepflichtig zu machen. Bedingt durch den Ersten Weltkrieg trat das Gesetz jedoch erst 1920 in Kraft. Für den Schutz der Bodendenkmale wurde für jede Provinz ein „Staatlicher Vertrauensmann für die kulturgeschichtlichen Bodenaltertümer“ bestellt, der im Wesentlichen die Aufgaben eines heutigen Landesarchäologen wahrnahm. Zum ersten Vertrauensmann in der Provinz Brandenburg wurde 1922 der Prähistoriker Alfred Götze ernannt. 1939 erhielt Brandenburg das erste eigenständige Archäologische Landesamt: Das neugegründete Brandenburgischen Landesamt für Vor- und Frühgeschichte setzte die Schwerpunkte auf Forschung, Öffentlichkeitsbildung sowie den Aufbau eines Fundarchivs.
Trotz vieler Gesetzesentwürfe kam es in Preußen nie zur Verabschiedung eines umfassenden und allgemeingültigen Denkmalschutzgesetzes. Nach dem Zweiten Weltkrieg blieben die vorhandenen Denkmalschutzregelungen der Länder vorerst bestehen. Die Verwaltungsreform des Jahres 1952 hatte die Auflösung der Länder und damit die Eingliederung der auf dem Gebiet der DDR befindlichen Landesämter für Denkmalpflege in das neu geschaffene Institut für Denkmalpflege der DDR zur Folge. Der Denkmalschutz in der DDR wurde fortan zentral organisiert, jedoch betraf dies nur die Baudenkmalpflege. Die bodendenkmalpflegerischen Aufgaben wurden dem 1953 gegründeten Museum für Ur- und Frühgeschichte Potsdam übertragen. Die 1954 erschienene Verordnung zum Schutz und zur Erhaltung der ur- und frühgeschichtlichen Bodenaltertümer ersetzte schließlich das Preußische Ausgrabungsgesetz von 1914.
Den Schutz der Bau- und Kunstdenkmale regelte ab 1975 das Denkmalpflegegesetz der DDR. Seine Verbindlichkeit endete erst 1991 mit der Verabschiedung des Brandenburgischen Denkmalschutzgesetzes. Die in diesem Zusammenhang geschaffenen Fachbehörden, das Brandenburgische Landesamt für Denkmalpflege und das Brandenburgische Landesmuseum für Ur- und Frühgeschichte, fusionierten 1999 zum Brandenburgischen Landesamt für Denkmalpflege und Archäologischen Landesmuseum (BLDAM). Der Hauptsitz im Zossener Ortsteil Wünsdorf befindet sich in einem Gebäudekomplex von 1934/35, der einst als Kasernen- und Mannschaftsgebäude diente und heute unter Denkmalschutz steht.

### Provinzial- beziehungsweise Landeskonservatoren
- 1892–1901 Karl Gustav Bluth
- 1901–1907 Georg Büttner
- 1908–1919 Theodor Goecke
- 1919–1944 Erich Blunck
- 1991–2012 Detlef Karg
- seit 2012 Thomas Drachenberg

### Vertrauensmänner für kulturgeschichtliche Bodenaltertümer beziehungsweise Landesarchäologen
- 1922–1932 Alfred Götze
- 1932–1938 Wilhelm Unverzagt
- 1938 Lothar Zotz
- 1939–1940 Hans Gummel
- 1941–1945 Oskar Karpa
- 1952–1965 Sieglind Kramer
- 1965–1991 Bernhard Gramsch
- 1992–2004 Jürgen Kunow
- seit 2004 Franz Schopper

### Direktoren
- 1991–2012 Detlef Karg
- seit 2012 Franz Schopper

## Aufgaben
Das Brandenburgische Landesamt für Denkmapflege und Archäologische Landesmuseum ist zuständig sowohl für die Baudenkmalpflege als auch für die archäologische Denkmalpflege. Das 1991 in Kraft getretene und 2004 novellierte Brandenburgische Denkmalschutzgesetz bildet dabei die Grundlage für die Arbeit des Landesamtes. Neben der systematischen Erfassung, der wissenschaftlichen Erforschung sowie der Erhaltung von Bodendenkmalen, Baudenkmalen, Gartendenkmalen und Industriedenkmalen steht die fachliche Beratung und Information von Denkmaleigentümern, Institutionen und der Öffentlichkeit im Mittelpunkt. In der öffentlich einsehbaren Denkmalliste wird der Denkmalbestand des Landes Brandenburg seit 2004 erfasst und beständig fortgeschrieben. Umfangreiche fachwissenschaftliche Sammlungen werden z. B. im Landesfundmagazin, im Messbildarchiv oder in der Plansammlung für Forschungs- und Ausstellungszwecke aufbewahrt, bearbeitet und zur Verfügung gestellt. Darüber hinaus veranstaltet das Landesamt in Zusammenarbeit mit der Archäologischen Gesellschaft in Berlin und Brandenburg Lehrgänge zur Ausbildung ehrenamtlicher Bodendenkmalpfleger.

## Organisation
Das Landesamt gliedert sich in die Abteilungen Archäologie, Bau- und Kunstdenkmalpflege, Zentrale Dienste. Die Stabsstelle Öffentlichkeitsarbeit und Redaktion ist der Behördenleitung direkt unterstellt.
Die Abteilung Archäologie setzt sich aus den Dezernaten Archäologische Denkmalpflege und Archäologisches Landesmuseum zusammen. Das Brandenburgische Landesamt für Denkmalpflege ist Träger des Archäologischen Landesmuseums Brandenburg.
Die Abteilung Bau- und Kunstdenkmalpflege setzt sich aus dem Dezernat Praktische Denkmalpflege und dem Dezernat Inventarisation und Dokumentation zusammen.
Die Abteilung Zentrale Dienste verwaltet die Behörde intern.

## Publikationen
Das Landesamt gibt mehrere fachspezifische Reihen sowie Einzelpublikationen heraus (Auswahl):

### Bau- und Kunstdenkmalpflege
- Brandenburgische Denkmalpflege, erscheint halbjährlich seit 1992
- Denkmaltopographie Bundesrepublik Deutschland, Baudenkmale in Brandenburg, bisher 14 Bände (Stand 2020)
- Arbeitshefte, bisher 66 Bände (Stand 2023)
- Arbeitsmaterialien, bisher 3 Bände (Stand 2020)
- Forschungen und Beiträge, bisher 20 Bände (Stand 2023)

### Archäologie
- Forschungen zur Archäologie im Land Brandenburg, bisher 21 Bände (Stand 2020)
- Veröffentlichungen der Brandenburgischen Landesarchäologie, bisher 48 Bände (Stand 2020)
- Arbeitsberichte zur Brandenburgischen Landesarchäologie
- Archäologie in Berlin und Brandenburg, erscheint jährlich seit 1995 (rückwirkend bis 1990)
- Materialien zur Archäologie in Brandenburg, bisher 34 Bände (Stand 2020)

## Veranstaltungen und Aktionen
Neben der Ausrichtung von Tagungen, Konferenzen und Messen, die sich an ein Fachpublikum richten, organisiert das Landesamt verschiedene Veranstaltungsformate für die interessierte Öffentlichkeit, z. B. den seit 1993 jährlich stattfindenden Brandenburgischen Denkmaltag sowie die Veranstaltungsreihe „Ortsgespräche“ (in Zusammenarbeit mit der Brandenburgischen Architektenkammer, der Brandenburgischen Ingenieurkammer und dem Verband Beratender Ingenieure Berlin-Brandenburg). Gemeinsam mit der Evangelischen Kirche Berlin-Brandenburg-schlesische Oberlausitz und dem Förderkreis Alte Kirchen Berlin-Brandenburg e. V. veranstaltet das Landesamt die Spendenaktion „Vergessene Kunstwerke brauchen Hilfe“ für sakrale Kunst in brandenburgischen Kirchen.